# Michaëlla Krajicek
Michaëlla Krajicek (Delft, Hollandia, 1989. január 9. –) cseh származású holland hivatásos teniszezőnő, korábbi junior világelső (2004), a juniorok között egyszeres egyéni és kétszeres páros Grand Slam-tornagyőztes.
Eddigi karrierje során 3 egyéni és 5 páros WTA-tornán diadalmaskodott, emellett egy WTA 125K-, valamint 14 egyéni és 24 páros ITF-tornagyőzelmet szerzett. Legjobb világranglista helyezése egyéniben a 30. hely, amelyet 2008. február 11-én ért el, párosban a 23. helyre került 2015. március 23-án.
A Grand Slam-tornákon 2004-ben juniorként megnyerte a US Open lány egyéni és páros, valamint a Roland Garros lány páros versenyét, és ebben az évben az ITF junior világbajnoka volt. Felnőttként a Grand Slam-tornákon a legjobb teljesítményét egyéniben a 2007-es wimbledoni teniszbajnokságon nyújtotta, ahol a negyeddöntőig jutott. Párosban a 2014-es Roland Garroson, valamint a 2015-ös Australian Openen az elődöntőig jutott.
2004 óta tagja Hollandia Fed-kupa-válogatottjának, amelyben 2017-ig 32 alkalommal lépett pályára.
2019 januárjától különféle sérülések miatt nem játszott, és csak 2024-ben tért vissza a mezőnybe.
Krajicek két gyermek édesanyja, a korábbi wimbledoni bajnok Richard Krajicek féltestvére. Szülei cseh állampolgárok.

### Junior Grand Slam döntői

#### Egyéni

##### Győzelmek (1)
| Év   | Bajnokság | Borítás | Ellenfél         | Eredmény |
| ---- | --------- | ------- | ---------------- | -------- |
| 2004 | US Open   | Kemény  | Jessica Kirkland | 6–1, 6–1 |

#### Páros

##### Győzelmek (2)
| Év   | Bajnokság     | Borítás | Partner          | Ellenfél                         | Eredmény    |
| ---- | ------------- | ------- | ---------------- | -------------------------------- | ----------- |
| 2004 | Roland Garros | Salak   | Kateřina Böhmová | Irina Kotkina Jaroszlava Svedova | 6–3, 6–2    |
| 2004 | US Open       | Kemény  | Marina Eraković  | Mădălina Gojnea Monica Niculescu | 7–6(4), 6–0 |

## WTA-döntői

### Egyéni

#### Győzelmei (3)
| Összesítés           |                        |
| Grand Slam-torna (0) |                        |
| Tier I (0)           | Premier Mandatory* (0) |
| Tier II (0)          | Premier Five* (0)      |
| Tier III (1)         | Premier* (0)           |
| Tier IV (2)          | International* (0)     |
| Tier V (0)           | Challenger* (0)        |

* 2009-től megváltozott a tornák rendszere. Challenger tornákat 2012-től rendeznek.
 Az egymás mellett azonos színnel jelölt tornatípusok között nincs teljes mértékű megfelelés.
|   | Dátum            | Torna                                 | Borítás. | Ellenfél a döntőben | Eredmény a döntőben |  |
| 1 | 2005. október 3. | Tashkent Open, Taskent                | Kemény   | Akgül Amanmuradova  | 6-0, 4-6, 6-3       |  |
| 2 | 2006. január 9.  | Moorilla Hobart International, Hobart | Kemény   | Iveta Benešová      | 6-2, 6-1            |  |
| 3 | 2006. június 19. | Ordina Open, ’s-Hertogenbosch         | Fű       | Gyinara Szafina     | 6-3, 6-4            |  |

### Páros

#### Győzelmei (5)
| Összesítés           |                        |
| Grand Slam-torna (0) |                        |
| Tier I (0)           | Premier Mandatory* (0) |
| Tier II (0)          | Premier Five* (0)      |
| Tier III (2)         | Premier* (0)           |
| Tier IV (1)          | International* (2)     |
| Tier V (0)           | Challenger* (0)        |

* 2009-től megváltozott a tornák rendszere.
 Az egymás mellett azonos színnel jelölt tornatípusok között nincs teljes mértékű megfelelés.
|    | Dátum             | Torna                                                     | Borítás    | Partner           | Ellenfél a döntőben                       | Eredmény a döntőben |
| 1. | 2006. július 22.  | Internazionali Femminili di Palermo, Palermo, Olaszország | Salak      | Janette Husárová  | Alice Canepa Giulia Gabba                 | 6–0, 6–0            |
| 2. | 2006. július 30.  | GDF Suez Grand Prix, Budapest, Magyarország               | Salak      | Janette Husárová  | Lucie Hradecká Renata Voráčová            | 4–6, 6–4, 6–4       |
| 3. | 2008. július 20.  | Ordina Open, 's-Hertogenbosch, Hollandia                  | Fű         | Marina Eraković   | Līga Dekmeijere Angelique Kerber          | 6–3, 6–2            |
| 4. | 2010. február 21. | Cellular South Cup, Memphis, Egyesült Államok             | Kemény (f) | Vania King        | Bethanie Mattek-Sands Meghann Shaughnessy | 7–5, 6–2            |
| 5. | 2014. május 24.   | Nürnberger Versicherungscup, Nürnberg, Németország        | Salak      | Karolína Plíšková | Raluca Olaru Sahar Peér                   | 6–0, 4–6, [10–6]    |

#### Elveszített döntői (11)
|     | Dátum             | Torna                                           | Borítás    | Partner             | Ellenfél a döntőben                    | Eredmény a döntőben |
| 1.  | 2005. április 30. | Portugal Open, Estoril, Portugália              | Salak      | Henrieta Nagyová    | Li Ting Szun Tien-tien                 | 6–3, 6–1            |
| 2.  | 2005. október 30- | Gaz de France Stars, Hasselt, Belgium           | Kemény (f) | Szávay Ágnes        | Émilie Loit Katarina Srebotnik         | 6–3, 6–4            |
| 3.  | 2006. február 19. | Proximus Diamond Games, Antwerpen, Belgium      | Kemény (f) | Stéphanie Foretz    | Gyinara Szafina Katarina Srebotnik     | 6–1, 6–1            |
| 4.  | 2008. május 3.    | ECM Prague Open, Prága, Csehország              | Salak      | Jill Craybas        | Andrea Hlaváčková Lucie Hradecká       | 1–6, 6–3, [10–6]    |
| 5.  | 2009. február 22. | Cellular South Cup, Memphis, Egyesült Államok   | Kemény (f) | Juliana Fedak       | Viktorija Azaranka Caroline Wozniacki  | 6–1, 7–6(2)         |
| 6.  | 2009. június 19.  | Ordina Open, 's-Hertogenbosch, Hollandia        | Fű         | Yanina Wickmayer    | Sara Errani Flavia Pennetta            | 6–4, 5–7, [13–11]   |
| 7.  | 2010. április 18. | Family Circle Cup, Charleston, Egyesült Államok | Salak      | Vania King          | Liezel Huber Nagyja Petrova            | 6–3, 6–4            |
| 8.  | 2011. április 30. | Portugal Open, Estoril, Portugália              | Salak      | Eléni Danjilídu     | Alisza Klejbanova Galina Voszkobojeva  | 6–4, 6–2            |
| 9.  | 2012. május 5.    | Budapest Grand Prix, Budapest, Magyarország     | Salak      | Eva Birnerová       | Janette Husárová Magdaléna Rybáriková  | 6–4, 6–2            |
| 10. | 2014. január 4.   | ASB Classic, Auckland, Új-Zéland                | Kemény     | Lucie Hradecká      | Sharon Fichman Maria Sanchez           | 6–2, 0–6, [4–10]    |
| 11. | 2014. június 20.  | Topshelf Open, Rosmalen, Hollandia              | Fű         | Kristina Mladenovic | Marina Eraković Arantxa Parra Santonja | 6–0, 6–7(5), [8–10] |

## WTA 125K-döntői

### Páros: 1 (1–0)
| Eredmény | No. | Dátum               | Torna                             | Borítás | Partner     | Ellenfelek a döntőben    | Eredmény |
| -------- | --- | ------------------- | --------------------------------- | ------- | ----------- | ------------------------ | -------- |
| Győztes  | 1.  | 2013. augusztus 10. | Suzhou Ladies Open, Szucsou, Kína | Kemény  | Babos Tímea | Han Hszin-jün Hozumi Eri | 6–2, 6–2 |

## ITF-döntői (38–12)

### Egyéni (14–2)
| Díjazás        |
| -------------- |
| $100,000 torna |
| $75,000 torna  |
| $50,000 torna  |
| $25,000 torna  |
| $15,000 torna  |
| $10,000 torna  |

| Borításonként |
| ------------- |
| Kemény (7–1)  |
| Salak (3–0)   |
| Fű (0–0)      |
| Szőnyeg (4–1) |

| Eredmény | No. | Dátum                | Torna                                      | Borítás    | Ellenfél                    | Eredmény            |
| -------- | --- | -------------------- | ------------------------------------------ | ---------- | --------------------------- | ------------------- |
| Győztes  | 1.  | 2004. július 18.     | Brüsszel, Belgium                          | Salak      | Elisa Villa                 | 6–3, 6–0            |
| Győztes  | 2.  | 2004. augusztus 15.  | Koksijde, Belgium                          | Salak      | Gaëlle Widmer               | 6–4, 6–2            |
| Győztes  | 3.  | 2004. november 7.    | Stockholm, Svédország                      | Kemény (f) | Anastasia Revzina           | 6–1, 6–2            |
| Győztes  | 4.  | 19 December 2004     | Bergamo, Olaszország                       | Kemény (f) | Jekatyerina Bicskova        | 6–4, 6–3            |
| Győztes  | 5.  | 2005. február 6.     | Urtijëi, Olaszország                       | Szőnyeg    | Sandra Klösel               | 6–3, 6–3            |
| Döntős   | 1.  | 2008. november 2.    | Pozsony, Szlovákia                         | Kemény (f) | Anasztaszija Pavljucsenkova | 3–6, 1–6            |
| Győztes  | 6.  | 2009. július 5.      | Boston, Amerikai Egyesült Államok          | Kemény     | Rebecca Marino              | 6–3, 6–4            |
| Győztes  | 7.  | 2010. május 2.       | Charlottesville, Amerikai Egyesült Államok | Salak      | Laura Siegemund             | 6–2, 6–4            |
| Győztes  | 8.  | 2013. április 21.    | Iráklio, Görögország                       | Szőnyeg    | Indy de Vroome              | 3–6, 6–2, 6–4       |
| Győztes  | 9.  | 2014. február 23.    | Kreuzlingen, Svájc                         | Szőnyeg    | Bacsinszky Tímea            | 6–4, 7–6(5)         |
| Győztes  | 10. | 2014. március 31.    | Dijon, Franciaország                       | Kemény (f) | Olga Dorosina               | 3–6, 7–5, 6–2       |
| Győztes  | 11. | 2015. szeptember 27. | Albuquerque, Amerikai Egyesült Államok     | Kemény     | Naomi Broady                | 6–7(2), 7–6(3), 7–5 |
| Győztes  | 12. | 2015. október 4.     | Las Vegas, Amerikai Egyesült Államok       | Kemény     | Shelby Rogers               | 6–3, 6–1            |
| Döntős   | 2.  | 2016. július 17.     | Imola, Olaszország                         | Szőnyeg    | Veronyika Kugyermetova      | 4–6, 2–6            |
| Győztes  | 13. | 2016. július 30.     | Lexington, Amerikai Egyesült Államok       | Kemény     | Arina Rodionova             | 6–0, 2–6, 6–2       |
| Győztes  | 14. | 2018. február 24.    | Solarino, Olaszország                      | Szőnyeg    | Monika Kilnarová            | 6–3, 6–2            |

### Páros (24–10)
| Díjazás              |
| -------------------- |
| $100,000 torna       |
| $75,000 torna        |
| $50,000 torna        |
| $25,000/35,000 torna |
| $15,000 torna        |
| $10,000 torna        |

| Borításonként |
| ------------- |
| Kemény (15–9) |
| Salak (6–1)   |
| Fű (0–0)      |
| Szőnyeg (3–0) |

| Eredmény | No. | Dátum                | Torna                                  | Borítás    | Partner            | Ellenfelek                              | Eredmény              |
| -------- | --- | -------------------- | -------------------------------------- | ---------- | ------------------ | --------------------------------------- | --------------------- |
| Győztes  | 1.  | 2004. november 1.    | Stockholm, Svédország                  | Kemény (f) | Jolanda Mens       | Szofija Avakova Irina Kuzmina           | 6–2, 6–3              |
| Győztes  | 2.  | 2005. április 5.     | Dinan, Franciaország                   | Salak      | Szávay Ágnes       | Julija Bejhelzimer Sandra Klösel        | 7–5, 7–5              |
| Győztes  | 3.  | 2009. április 10.    | Torhout, Belgium                       | Kemény (f) | Yanina Wickmayer   | Julia Görges Sandra Klemenschits        | 6–4, 6–0              |
| Döntős   | 1.  | 2009. október 26.    | Poitiers, Franciaország                | Kemény     | Marta Domachowska  | Julie Coin Marie-Ève Pelletier          | 3–6, 6–3, [3–10]      |
| Győztes  | 4.  | 2009. november 11.   | Pozsony, Szlovákia                     | Kemény (f) | Sofia Arvidsson    | Taccjana Pucsak Arina Rodionova         | 6–3, 6–4              |
| Döntős   | 2.  | 2010. október 17.    | Torhout, Belgium                       | Kemény     | Yanina Wickmayer   | Bacsinszky Tímea Tathiana Garbin        | 4–6, 2–6              |
| Győztes  | 5.  | 2010. november 10.   | Barnstaple, Egyesült Királyság         | Kemény (f) | Andrea Hlaváčková  | Sandra Klemenschits Tatjana Malek       | 7–6, 6–2              |
| Győztes  | 6.  | 2011. május 14.      | Prága, Csehország                      | Salak      | Petra Cetkovská    | Lindsay Lee-Waters Megan Moulton-Levy   | 6–2, 6–1              |
| Győztes  | 7.  | 2011. július 31.     | Olomouc, Csehország                    | Salak      | Renata Voráčová    | Julija Bejhelzimer Elena Bogdan         | 7–6, 6–3              |
| Döntős   | 3.  | 2011. november 26.   | Toyota, Japán                          | Kemény     | Caroline Garcia    | Ninomija Makoto Riko Sawayanagi         | játék nélkül          |
| Győztes  | 8.  | 2013. április 19.    | Iráklio, Görögország                   | Szőnyeg    | Indy de Vroome     | Rosalie van der Hoek Yuka Mori          | 6–0, 5–7, [10–8]      |
| Győztes  | 9.  | 2013. szeptember 23. | Clermont-Ferrand, Franciaország        | Kemény     | Marta Domachowska  | Margarita Gaszparjan Aljona Szotnikova  | 5–7, 6–4, [10–8]      |
| Döntős   | 4.  | 2013. október 13.    | Joué-lès-Tours, Franciaország          | Kemény (f) | Andrea Hlaváčková  | Julie Coin Ana Vrljić                   | 3–6, 6–4, [13–15]     |
| Győztes  | 10. | 2013. október 27.    | Poitiers, Franciaország                | Kemény (f) | Lucie Hradecká     | Christina McHale Monica Niculescu       | 7–6(5), 6–2           |
| Győztes  | 11. | 2013. november 3.    | Nantes, Franciaország                  | Kemény (f) | Lucie Hradecká     | Stéphanie Foretz Eva Hrdinová           | 6–3, 6–2              |
| Győztes  | 12. | 2014. február 20.    | Kreuzlingen, Svájc                     | Szőnyeg    | Eva Birnerová      | Aleksandra Krunić Amra Sadiković        | 6–1, 4–6, [10–6]      |
| Döntős   | 5.  | 2014. március 31.    | Dijon, Franciaország                   | Kemény (f) | Martina Borecká    | Jani Réka Luca Isabella Shinikova       | 3–6, 5–7              |
| Döntős   | 6.  | 2014. április 21.    | Isztambul, Törökország                 | Kemény     | Aleksandra Krunić  | Petra Krejsova Tereza Smitková          | 6–1, 6–7(2–7), [9–11] |
| Győztes  | 13. | 2014. május 16.      | Prága, Csehország                      | Salak      | Lucie Hradecká     | Lucie Šafářová Andrea Hlaváčková        | 6–3, 6–2              |
| Győztes  | 14. | 2014. július 20.     | Carson, Amerikai Egyesült Államok      | Kemény     | Olivia Rogowska    | Samantha Crawford Sachia Vickery        | 7–6(4), 6–1           |
| Győztes  | 15. | 2016. szeptember 24. | Albuquerque, Amerikai Egyesült Államok | Kemény     | Maria Sanchez      | Elise Mertens Mandy Minella             | 6–2, 6–4              |
| Győztes  | 16. | 2016. október 2.     | Las Vegas, Amerikai Egyesült Államok   | Kemény     | Maria Sanchez      | Jamie Loeb Chanel Simmonds              | 7–5, 6–1              |
| Győztes  | 17. | 2016. október 30.    | Macon, Amerikai Egyesült Államok       | Kemény     | Taylor Townsend    | Sabrina Santamaria Keri Wong            | 3–6, 6–2, [10–6]      |
| Győztes  | 18. | 2016. november 5.    | Toronto, Kanada                        | Kemény (f) | Gabriela Dabrowski | Ashley Weinhold Caitlin Whoriskey       | 6–4, 6–3              |
| Győztes  | 19. | 2016. november 12.   | Waco, Amerikai Egyesült Államok        | Kemény     | Taylor Townsend    | Mihaela Buzărnescu Renata Zarazúa       | játék nélkül          |
| Döntős   | 7.  | 2017. november 5.    | Nantes, Franciaország                  | Salak      | Lesley Kerkhove    | Manon Arcangioli Shérazad Reix          | 2–6, 3–6              |
| Győztes  | 20. | 2018. február 11.    | Loughborough, Egyesült Királyság       | Kemény (f) | Bibiane Schoofs    | Tara Moore Conny Perrin                 | 6–7(5), 6–1, [10–6]   |
| Döntős   | 8.  | 2018. július 21.     | Olomouc, Csehország                    | Salak      | Lucie Hradecká     | Petra Krejsová Jesika Malečková         | 2–6, 1–6              |
| Döntős   | 9.  | 2018. szeptember 21. | Lisszabon, Portugália                  | Kemény     | Tereza Martincova  | Emma Laine Samantha Murray              | 5–7, 4–6              |
| Győztes  | 21. | 2018. október 12.    | Óbidos, Portugália                     | Szőnyeg    | Ingrid Neel        | Cristina Bucșa Diana Marcinkevica       | 6-2, 6-2              |
| Győztes  | 22. | 2019. január 6.      | Hong Kong                              | Kemény     | Barbora Stefkova   | Pei Hsuan Chen Fang-Hsien Wu            | 6-4, 6-7(3), [12-10]  |
| Döntős   | 10. | 2019. november 23.   | Sarm es-Sejk, Egyiptom                 | Kemény     | Valentina Ryser    | Jeong Yeong-won Lee Eun-hye             | játék nélkül          |
| Győztes  | 23. | 2024. június 30.     | Alkmaar, Hollandia                     | Salak      | Sarah van Emst     | Valentina Ivanov Rebecca Munk Mortensen | 6-4, 6-4              |
| Győztes  | 24. | 2024. július 7.      | Amstelveen, Hollandia                  | Salak      | Eva Vedder         | Viktorija Kan Jekatyerina Makarova      | játék nélkül          |

## Eredményei Grand Slam-tornákon

### Egyéni
| Grand Slam | Australian Open | Australian Open | Roland Garros | Roland Garros      | Wimbledon   | Wimbledon       | US Open   | US Open         |
| Év         | Eredmény        | Utolsó ellenfél | Eredmény      | Utolsó ellenfél    | Eredmény    | Utolsó ellenfél | Eredmény  | Utolsó ellenfél |
| 2005       | 2. kör          | Patty Schnyder  | 1. kör        | Daniela Hantuchová | −           | −               | −         | −               |
| 2006       | 3. kör          | Amélie Mauresmo | 1. kör        | Patty Schnyder     | 1. kör      | Samantha Stosur | 1. kör    | M Sarapova      |
| 2007       | 1. kör          | Anne Kremer     | 3. kör        | Serena Williams    | Negyeddöntő | Marion Bartoli  | 2. kör    | Szávay Ágnes    |
| 2008       | 1. kör          | Morigami Akiko  | 1. kör        | Sanda Mamić        | 1. kör      | Marina Eraković | −         | −               |
| 2009       | −               | −               | Selejtező     | Selejtező          | −           | −               | −         | −               |
| 2010       | Selejtező       | Selejtező       | Selejtező     | Selejtező          | Selejtező   | Selejtező       | Selejtező | Selejtező       |
| 2011       | Selejtező       | Selejtező       | Selejtező     | Selejtező          | Selejtező   | Selejtező       | 2. kör    | Serena Williams |
| 2012       | 2. kör          | Ana Ivanović    | 1. kör        | Petra Martić       | −           | −               | 1. kör    | P Parmentier    |
| 2013       | −               | −               | −             | −                  | 1. kör      | Li Na           | −         | −               |
| 2014       | −               | −               | −             | −                  | −           | −               | Selejtező | Selejtező       |
| 2015       | −               | −               | −             | −                  | −           | −               | −         | −               |
| 2016       | −               | −               | Selejtező     | Selejtező          | Selejtező   | Selejtező       | Selejtező | Selejtező       |
| 2017       | Selejtező       | Selejtező       | −             | −                  | −           | −               | −         | −               |

### Páros
| Grand Slam | Australian Open                | Australian Open                    | Roland Garros                | Roland Garros                  | Wimbledon               | Wimbledon                         | US Open                   | US Open                         |
| Év         | Eredmény Partner               | Utolsó ellenfél                    | Eredmény Partner             | Utolsó ellenfél                | Eredmény Partner        | Utolsó ellenfél                   | Eredmény Partner          | Utolsó ellenfél                 |
| 2006       | 3. kör Szávay Ágnes            | Cara Black Rennae Stubbs           | 1. kör Szávay Ágnes          | A-L Grönefeld M Shaughnessy    | 2. kör Szánija Mirza    | J Gyementyjeva Flavia Pennetta    | 2. kör Corina Morariu     | M Navratilova Nagyja Petrova    |
| 2007       | 2. kör Szávay Ágnes            | D Hantuchová Szugijama Ai          | 3. kör A Radwańska           | J Husárová M Shaughnessy       | 3. kör A Radwańska      | Květa Peschke Rennae Stubbs       | 2. kör A Radwańska        | K Srebotnik Szugijama Ai        |
| 2008       | 1. kör A Radwańska             | Hszie Su-vej A Kudrjavceva         | 1. kör Marina Eraković       | Émilie Loit P Parmentier       | 1. kör Marina Eraković  | Iveta Benešová J Husárová         | –                         | –                               |
| 2009       | –                              | –                                  | –                            | –                              | –                       | –                                 | –                         | –                               |
| 2010       | 1. kör Dominika Cibulková      | Jelena Janković Shenay Perry       | 2. kör Vania King            | Nagyja Petrova Samantha Stosur | 1. kör Patty Schnyder   | Hszie Su-vej A Kudrjavceva        | 1. kör M-È Pelletier      | Monica Niculescu Sahar Peér     |
| 2011       | 2. kör Petra Kvitová           | Natalie Grandin Vladimíra Uhlířová | 3. kör Lucie Šafářová        | V Azaranka M Kirilenko         | 1. kör Lucie Šafářová   | U Radwańska Arina Rodionova       | 1. kör Lucie Šafářová     | Kristina Barrois A-L Grönefeld  |
| 2012       | 1. kör B Jovanovski            | A Kudrjavceva J Makarova           | –                            | –                              | –                       | –                                 | 1. kör P Parmentier       | Hszie Su-vej A Medina Garrigues |
| 2013       | –                              | –                                  | –                            | –                              | –                       | –                                 | –                         | –                               |
| 2014       | 3. kör Lucie Hradecká          | Sahar Peér S Soler Espinosa        | Elődöntő Lucie Hradecká      | Sara Errani Roberta Vinci      | 2. kör Lucie Hradecká   | Flavia Pennetta Samantha Stosur   | 3. kör Lucie Hradecká     | Zarina Diyas Hszü Ji-fan        |
| 2015       | Elődöntő B Záhlavová- Strýcová | Csan Jung-zsan Cseng Csie          | Negyeddöntő Barbora Strýcová | Casey Dellacqua J Svedova      | 3. kör Barbora Strýcová | Vera Dusevina MJ Martínez Sánchez | 3. kör Barbora Strýcová   | Martina Hingis Szánija Mirza    |
| 2016       | –                              | –                                  | 2. kör Barbora Strýcová      | A-L Friedman Laura Siegemund   | 3. kör Barbora Strýcová | J Makarova J Vesznyina            | 2. kör Heather Watson     | Nicole Gibbs Hibino Nao         |
| 2017       | 2. kör G Dabrowski             | Andreja Klepač MJ Martínez Sánchez | –                            | –                              | –                       | –                                 | –                         | –                               |
| 2018       | 2. kör A Kudrjavceva           | Csan Hao-csing Katarina Srebotnik  | –                            | –                              | –                       | –                                 | 1. kör Pauline Parmentier | Raquel Atawo A-L Grönefeld      |

## Év végi világranglista-helyezései
| Év     | 2004 | 2005 | 2006 | 2007 | 2008 | 2009 | 2010 | 2011 | 2012 | 2013 | 2014 | 2015 | 2016 | 2017 | 2018 | 2019 |
| Egyéni | 429. | 58.  | 35.  | 34.  | 219. | 129. | 141. | 107. | 150. | 275. | 281. | 177. | 269. | 746. | –    | 902. |
| Páros  | 385. | 108. | 36.  | 47.  | 106. | 97.  | 75.  | 72.  | 175. | 111. | 25.  | 23.  | 89.  | 188. | –    | 601. |